# Parkett (Zeitschrift)
Parkett ist eine Kunstzeitschrift, die seit 1984 in Zürich und New York in deutscher und englischer Sprache erscheint.

## Geschichte
Parkett wurde 1984 von Bice Curiger (Chefredakteurin), Jacqueline Burckhardt und Dieter von Graffenried herausgegeben. Jeder Band entsteht aus einer direkten Zusammenarbeit mit einem oder mehreren Gegenwartskünstlern. Die Zeitschrift veröffentlicht nicht nur mehrere Artikel über deren Werke, sondern ermöglicht ihren Lesern ein Kunstwerk in limitierter Auflage zu erwerben. Obschon die Parkett-Editionen heutzutage auch in Museen zu treffen sind, werden sie grundsätzlich für den Privatbesitz in Stadtwohnungen entworfen. Die Reihe der Parkett-Kunstwerke umfasst die verschiedensten Formate, von den Bildern zu den Skulpturen über Fotografien und Druckgrafik.
1987 wurden die Kunstwerke der Parkett-Reihe am Centre Georges Pompidou in Paris ausgestellt. Die Zeitschrift gewann somit eine internationale Anerkennung. Weitere Ausstellungen fanden unter anderem am MAK Center for Art and Architecture in Los Angeles (1995), am Museum Ludwig in Köln (1999) und am Museum of Modern Art (MoMA) in New York (2001) statt. Für das Jubiläum anlässlich des zwanzigjährigen Bestehens der Zeitschrift wurden 2004 am Kunsthaus Zürich sämtliche 150 Werke der Reihe ausgestellt.
2009 zeigte das Kanazawa Museum in Japan unter dem Titel „200 Artworks - 25 Years“ eine Parkett-Retrospektive.
2017 kündigte Curiger für den Sommer mit dem Doppelband 100/101 die Einstellung der Kulturzeitschrift an.
2018 blickte die Schweizerische Nationalbibliothek zurück auf die 2017 abgeschlossene Kunstbuchreihe: In der Ausstellung Parkett. 101 Buch zur Gegenwartskunst waren vom 2. März bis 29. Juni erstmals sämtliche 101 Bände der Kunstzeitschrift ausgestellt.

## Künstler
Seit ihrer Gründung hat Parkett mit Gegenwartskünstlern aus verschiedenen Ländern zusammengearbeitet. Sowohl die Künstler als auch die Zeitschrift gewannen dafür internationale Anerkennung. Zu den Persönlichkeiten, die mit Parkett zusammengearbeitet haben, zählen Laurie Anderson, Daniel Buren, Enzo Cucchi, Marlene Dumas,  Peter Fischli und David Weiss, Meret Oppenheim, Sigmar Polke, Gerhard Richter, Pipilotti Rist, Andy Warhol und Franz West.

## Hefte
Die folgenden Hefte sind schwerpunktmässig folgenden Künstlern gewidmet: Nr. 1: Enzo Cucchi; 2: Sigmar Polke; 3: Martin Disler; 4: Meret Oppenheim; 5: Eric Fischl; 6: Jannis Kounellis; 7: Brice Marden; 8: Markus Raetz; 9: Francesco Clemente; 10: Bruce Nauman; 11: Georg Baselitz; 12: Andy Warhol; 13: Rebecca Horn; 14: Gilbert & George; 15: Mario Merz; 16: Robert Wilson; 17: Fischli / Weiss; 18: Edward Ruscha; 19: Jeff Koons / Marin Kippenberger; 20: Tim Rollins + K.O.S.; 21: Alex Katz; 22: Christian Boltanski / Jeff Wall; 23: Richard Artschwager; 24: Alighiero e Boetti; 25: Fritsch / Turrell; 26: Förg / Taaffe; 27: Bourgeois / Gober; 28: Gertsch / Ruff: 29: Baldessari / Sherman; 30: Sigmar Polke; 31: Hammons / Kelley; 32: Knoebel / Levine; 33: Wool / Trockel; 34: Kabalov / Prince; 35: Gerhard Richter; 36: Calle / Balkenhol; 37: Ray / West; 38: Bleckner / Dumas; 39: Gonzales-Torres / Laib; 40 / 41: 10 Jahre Parkett & Index; 42: Weiner / Whiteread; 43: Rothenberg / Muñoz; 44: Celmins / Gursky / Tiravanija; 45: Barney / Lucas / Signer, 46: Artschwager / Noland / Sugimoto; 47: Pettibon / Schütte; 48: Hume / Orozco / Rist; 49: Gordon / Wall / Anderson; 50 51: Armleder / Koons / Mylayne / Struth / Williams; 52: Karen Kilimnik, Ugo Rondinone, Malcolm Morley; 53: Elizabeth Peyton, Tracey Moffatt, Wolfgang Tillmans; 54: Beat Streuli, Mariko Mori, Roni Hor; 55: Sam Taylor-Wood, Andreas Slominski, Edward Ruscha; 56: Ellsworth Kelly, Jorge Pardo, Vanessa Beecroft; 57: Nan Goldin, Doug Aitken, Thomas Hirschhorn; 58: Jason Rhoades, Sylvie Fleury, James Rosenquist; 59: Kara Walker, Yayoi Kusama, Maurizio Cattelan; 60: Chuck Close, Luc Tuymans, Diana Thate; 61: Bridget Riley, Liam Gillick, Matthew Ritchie, Sarah Morris; 62: John Wesley, Tacita Dean, Thomas Demand: 63: Gregor Schneider, William Kentridge; Tracey Emin; 64: Rodney Graham; Tom Friedman, Olafur Eliasson; 65: John Currin, Michael Raedecker, Laura Owens; 66: Daniel Buren, Angela Bulloch, Pierre Huyghe; 67: Fred Tomaselli, Peter Doig, John Bock; 68: Dan Graham, Eija-Liisa Ahtila, Franz Ackermann; 68: Dan Graham, Eija-Liisa Ahtila, Franz Ackermann; 69: Francis Alys, Anish Kapoor, Isa Genzken; 70: Christian Marclay, Franz West, Gillian Wearing, Wilhelm Sasna; 71: Olaf Breuning, Pipilotti Rist, Keith Tyson, Richard Phillips; 72: Monica Bonvicini, Alex Katz, Richard Prince; Urs Fischer; 73: Anri Sala, Ellen Gallagher, Paul McCarthy; 74: Bernard Frize, Richard Serra, Katharina Grosse; 75: Glenn Brown, Kai Althoff, Dana Schutz; 76: Lucy McKenzie, Yang Fudong, Julie Mehretu; 77: Carsten Höller, Rudolf Stingel, Trisha Donnelly; 78: Ernesto Neto, Rebecca Warren, Olaf Nicola; 79: Marilyn Minter, Jon Kessler, Albert Oehlen; 80: Mark Grotjahn, Dominique Gonzalez-Foerster, Jennifer Allora & Guillermo Calzadilla; 81: Cosima von Bonin, Ai Weiwei, Christian Jankowski; 82: Pawel Althamer, Louise Bourgeois, Rachel Harrison; 83: Robert Frank, Wade Guyton, Christopher Wool; 84: Tomma Abts, Zoe Leonard, Mai-Thu Perret; 85: Maria Lassnig, Beatriz Milhazes, Jean-Luc Mylayne, Josh Smith; 86: John Baldessari, Carol Bove, Josiah McElheny, Philippe Parreno; 87: Katharina Fritsch, Annette Kelm, Kelley Walker, Cerith Wyn Evans; 88: John Baldessari, Carol Bove, Josiah, McElheny, Philippe Parreno; 89: Mark Bradford, Oscar Tuazon, Charline von Heyl, Haegue Yang; 90: El AnatsuiNathalie Djurberg, Rashid Johnson, R.H. Quaytman. 91: Yto Barrada, Nicole Eisenman, Liu Xiaodong, Monika Sosnowska; 92: Jimmie Durham, Helen Marten, Paulina Olowska, Damian Ortega; 93: Valentin Carron, Frances Stark, Adrian Villar Rojas, Danh Vo; 94: Tauba Auerbach, Cyprien Gaillard, Ragnar Kjartansson, Shirana Shahbazi; 95: Jeremy Deller, Wael Shawky, Dayanita Singh, Rosemarie Trockel; 96: Marc Camille Chaimowicz, Pamela Rosenkranz, John Waters, Xu Zhen; 97: Andrea Büttner, Abraham Cruzvillegas, Camille Henrot, Hito Steyerl; 98: Ed AtkinsTheaster Gates, Lee Kit; Mika Rottenberg; 99: Omer FastCao Fei, Adrian Ghenie, Lynette Yiadom-Boakye; 100/101: Nairy Baghramian, Maurizio Cattelan, Marlene Dumas, Katharina Fritsch, Katharina Grosse, Marilyn Minter, Jean-Luc Mylayne, Nicolas Party, Pipilotti Rist, Jordan Wolfson.